# Karl Augustesen
| Asteroides descubiertos: 6 | Asteroides descubiertos: 6 | Asteroides descubiertos: 6 |
| -------------------------- | -------------------------- | -------------------------- |
| (3033) Holbaek             | 5 de marzo de 1984         | MPC                        |
| (3318) Blixen              | 23 de abril de 1985        | MPC                        |
| (3596) Meriones            | 14 de noviembre de 1985    | MPC                        |
| (3934) Tove                | 23 de febrero de 1987      | MPC                        |
| (5320) Lisbeth             | 14 de noviembre de 1985    | MPC                        |
| (5321) Jagras              | 14 de noviembre de 1985    | MPC                        |

Karl A. Augustesen (nacido en 1945) es un astrónomo danés y descubridor de planetas menores.
Trabajando en el Observatorio Brorfelde, el Centro de Planetas Menores le acredita el co-descubrimiento de 6 asteroides numerados durante 1984 a 1987.
El asteroide del cinturón principal (5171) Augustesen, descubierto por el astrónomo y colega Poul Jensen en el Observatorio Brorfelde en 1988, fue nombrado así en su honor.